# Jelena de Belder-Kovačič
Jelena de Belder-Kovačič (Jasenovac,  23 augustus 1925 - Krk, 31 augustus 2003) was een Sloveens-Belgische botanicus en tuinbouwkundige, die uitgebreid werkte aan de taxonomie en het behoud van plantensoorten. Ze verwierf internationale bekendheid door het helpen uitbreiden van het Arboretum van Kalmthout en het Arboretum Hemelrijk. Verschillende van de soorten planten die zij kweekte, werden door de Royal Horticultural Society in Londen onderscheiden met prijzen. Daarnaast werd Jelena De Belder-Kovačič door Albert II van België tot barones verheven vanwege haar bijdragen aan de dendrologie.

## Vroege leven
Jelena Kovačič werd geboren op 23 augustus 1925 in Jasenovac in het toenmalige Koninkrijk van Serviërs, Kroaten en Slovenen, als dochter van Elza (meisjesnaam Zorčič) en Andrej Kovačič. Haar ouders waren van Sloveense afkomst en kwamen oorspronkelijk uit Bizeljsko in de gemeente Brežice. Bij haar geboorte was haar vader Andrej werkzaam als landbouwkundige op het landgoed Belje in de regio Baranja in het huidige Kroatië. Ze ging naar de basisschool in Kneževo en volgde daarna het gymnasium in Osijek en Ptuj. Nadat ze haar middelbare school had afgerond, schreef Kovačič zich in 1947 in aan de Universiteit van Zagreb. Nadat ze in 1951 haar diploma landbouwkunde had behaald, werkte ze een jaar lang bij een kwekerij aan de rand van de stad Zagreb. In 1953 kreeg ze van de overheid de toestemming om in het buitenland te studeren, wat niet gebruikelijk was in het toenmalige Joegoslavië. In 1953 bracht ze veel tijd door in Denemarken, waar ze haar studies verderzette op de kwekerij Petersen. Daarna reisde ze door naar Duitsland om tuinbouw te studeren op verschillende locaties in Sleeswijk-Holstein. Het jaar daarop vertrok ze naar Zundert in Nederland om verder te studeren op de kwekerij Lombarts.
Toen Kovačič hoorde dat er historische en zeldzame Stewartia pseudocamellia stonden in de oude kwekerij Kort in Kalmthout, reed ze met de fiets naar daar. Deze kwekerij was in 1856 opgericht maar in 1930 gesloten. In 1952 werd ze aangekocht door een diamantair genaamd Robert De Belder en zijn broer Georges. De broers raakten geïnteresseerd in de locatie toen de eeuwenoude bomen wegens een woningbouwproject dreigden te worden gekapt. De broers kochten een perceel aan en breidden het via aankoop uit tot ongeveer 12,5 hectare, in een poging om de voornaamste aanwezige boomsoorten te beschermen. De broers richtten in 1952 ook de International Dendrology Society (IDS) op in Kalmthout, om het behoud en de bescherming van zeldzame en bedreigde houtachtige planten te bevorderen. Tijdens haar bezoek stelde Jelena Kovačič voor dat Robert zijn toverhazelaars zou vermeerderen door middel van stekken, in plaats van ze te verplanten. Hun gemeenschappelijke interesse in planten leidde tot een romance tussen Robert en Jelena. Minder dan drie maanden na haar aankomst trouwden ze, waarbij Jelena zich permanent in België vestigde.

## Carrière

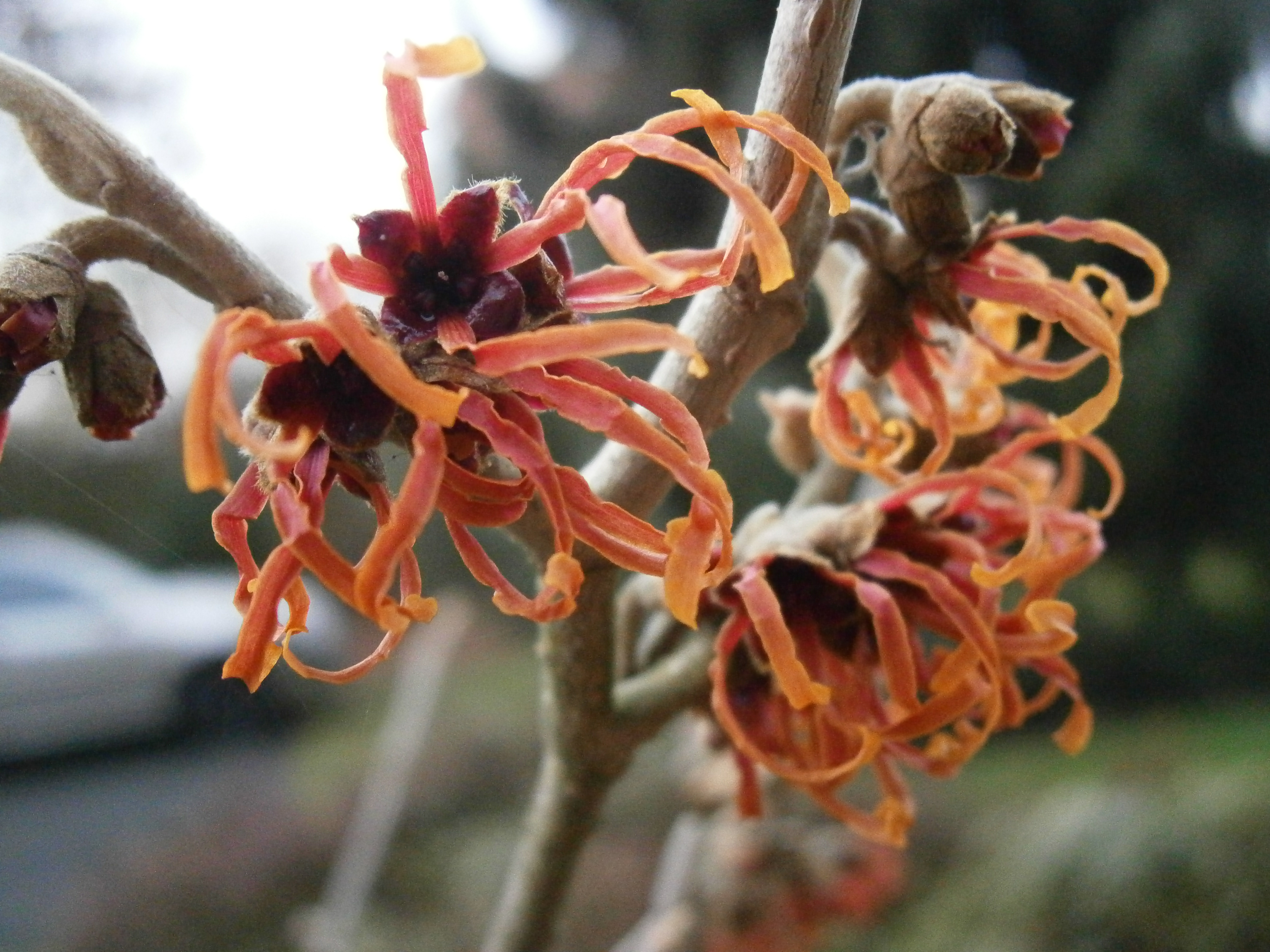
Hamamelis × intermedia 'Jelena'

De eerste toverhazelaar die ontstond uit de stekken op het landgoed, dat later bekend zou worden als het Arboretum van Kalmthout, kwam tot bloei in januari 1955. De struik had intens oranje-bruine bloemen, die deden denken aan de winterzon. Robert noemde de variëteit Hamamelis × intermedia Jelena, vernoemd naar zijn echtgenote, en zond deze variëteit in 1955 in voor een tentoonstelling in Londen, georganiseerd door de Royal Horticultural Society. De struik kreeg een certificaat van verdienste en vormde voor het jonge echtpaar het startpunt voor een carrière waarin ze één van de bekendste arboreta ter wereld uitbouwden. Terwijl Robert overdag in de diamanthandel in Antwerpen werkte, ging Jelena door het overwoekerde landschap heen om de planten te identificeren en labelen. 's Avonds en in zijn vrije tijde groef Robert samen met zijn broer Georges de vijvers uit. De broers werkten samen aan het ruime kader, terwijl Jelena zorgde voor de planten in de door hen gecreëerde omgeving.
In april 1955 nodigde het echtpaar Jože Strgar uit om op het landgoed te komen studeren. Op deze manier maakte Jelena voor Strgar de weg vrij om te studeren bij andere Europese kwekerijen. Binnen tien jaar had het arboretum in Kalmthout zijn volledige omvang bereikt, waarop het echtpaar een ander, veel groter landgoed aankocht. Dit was het Hemelrijk in Essen, met een oppervlakte van 101,171 hectare. Het echtpaar reisde veel met de International Dendrology Society, verzamelde plantensoorten en zette een internationaal uitwisselingsnetwerk op voor plantenzaden en educatieve uitwisseling. Ze legden ook een uitgebreide bibliotheek aan met zeldzame boeken over plantkunde en tuinbouw. Het echtpaar zette graag zijn deuren open, waarbij zowel studenten als het grote publiek werden uitgenodigd. In totaal ontvingen ze meer dan 350 studenten, waaronder de bekende Japanse botanicus Mikinori Ogisu.
Jelena begon ook met het kweken van planten, waarbij haar aandacht uitging naar de soorten Hamamelis, Hydrangea en Rhododendron, alsook naar bomen van de geslachten Malus en Prunus. Het echtpaar experimenteerde met Hydrangea paniculata en creëerde cultivars, zoals Brussels Lace, Burgundy Lace, Green Spire, Little Lamb, Pink Diamond, The Swan, Unique en White Moth, evenals de cultivar Spreading Beauty van Hydrangea serrata. Vaak staat er in een tuin maar één toverhazelaar, omdat de plant veel ruimte nodig heeft. In Kalmthout kweekte Jelena echter een veertigtal variëteiten. Eén van de zaailingen, vernoemd naar dochter Diane, ontving in 1993 de Award of Garden Merit van de Royal Horticultural Society vanwege de intens rode kleur.
Na de oliecrisis ging het in de jaren '80 Robert zakelijk minder voor de wind, waarbij zijn diamantbedrijf problemen ondervond. Het echtpaar droeg het Arboretum van Kalmthout vervolgens over aan de provincie Antwerpen. Het echtpaar De Belder-Kovačič verhuisde naar hun andere landgoed (Hemelrijk) en Jelena ging verder met het kweken van sierplanten. Later werd ze ook bekend als auteur van een Sloveens kookboek, Okus po cvetju: kulinarično popotovanje (Ljubljana: DZS, 1994 [Smaak voor bloemen: een culinaire reis]). Jelena De Belder-Kovačič maakte ook een reeks documentaires die in Slovenië op de nationale televisie te zien waren, waaronder List in cvet (Blad en bloem, 1994), Okus po cvetju (Smaak voor bloemen, 1998) en Okus po plodovih (Smaak voor vruchten, 2003). Na de dood van Robert in 1995 werd Jelena door koning Albert II van België tot barones verheven vanwege haar bijdrage aan de dendrologie. In 1998 was ze vicevoorzitter van de Royal Horticulture Society.

## Overlijden en nalatenschap
Jelena De Belder-Kovačič overleed op 31 augustus 2003, terwijl ze op het Kroatische eiland Krk op vakantie was. Datzelfde jaar nog werd een fonds met haar naam opgericht, met als doelstelling buitenlandse studenten te ondersteunen door hen een stage aan te bieden in het Arboretum van Kalmthout.
In 2011 werd bij de viering van de twintigste verjaardag van de Sloveense onafhankelijkheid door de Sloveense regering een lindeboom in het Arboretum van Kalmthout geplant ter ere van Jelena. Ook meer recent, in 2024, werd door een bezoek van de Sloveense ambassadeur het belang van Jelena voor de band tussen Slovenië en België onderstreept.
- Bibliothèque nationale de France: cb12222971p (data)
- Gemeinsame Normdatei: 129551082
- International Standard Name Identifier: 0000 0000 0078 3392
- Library of Congress Control Number: no2024043287
- Nederlandse Thesaurus van Auteursnamen: 08442205X
- Système universitaire de documentation: 261785435
- Virtual International Authority File: 19729699
- WorldCat: E39PBJqVVbvVJ4tkcDtdBCPvpP